# Франческо Филипини
Франческо Филипини (на италиански: Francesco Filippini) е италиански художник от епохата на късния импресионизъм, известен със своя стил на пленерно рисуване и непосредствено представяне на сюжетите, с особено внимание към цветовете. Неговото изкуство е обект на изучаване от художници като Умберто Бочиони, който проявява особен интерес към пейзажите на Ломбардия и материнските фигури в картините на Филипини. Франческо Филипини е италиански художник от епохата на късния импресионизъм, известен със своя стил на пленерно рисуване.

## Биография
Филипини е роден на 16 март 1852 г. в Бреша, син на Лоренцо, скромен дърводелец, и Силвия Синьория, шивачка. Неговият интерес към рисуването се проявява още от млада възраст, като създава портрети на семейството, притежаващо пекарната, където работи, използвайки въглен от пещите и пакетажна хартия, вече на тринадесетгодишна възраст, което доказва изключителния му талант. Получава своето художествено образование в Школата за живопис и занаяти в Бреша, където учи с майстори като Джузепе Ариаси и Луиджи Кампини.
През 1870 г. участва в Наградата Броцони, но неговата работа е отхвърлена поради липсата на исторически контекст, въпреки умението му да представя драматични елементи. Това разочарование го води до прекъсване на рисуването за определен период. През 1875 г. се премества в Милано, където продължава страстта си към изкуството.

## Галерия
- Килията на блажения Анджелико, (1880)
- Ноемврийска вечерня, 1891
- Венецианска лагуна, около 1892
- Селянка в почивка, 1892–93

|  | Тази страница частично или изцяло представлява превод на страницата Francesco Filippini в Уикипедия на италиански. Оригиналният текст, както и този превод, са защитени от Лиценза „Криейтив Комънс – Признание – Споделяне на споделеното“, а за съдържание, създадено преди юни 2009 година – от Лиценза за свободна документация на ГНУ. Прегледайте историята на редакциите на оригиналната страница, както и на преводната страница, за да видите списъка на съавторите. ВАЖНО: Този шаблон се отнася единствено до авторските права върху съдържанието на статията. Добавянето му не отменя изискването да се посочват конкретни източници на твърденията, които да бъдат благонадеждни. |